# Polynema
Polynema is een geslacht van vliesvleugeligen uit de familie Mymaridae. De wetenschappelijke naam van dit geslacht is voor het eerst geldig gepubliceerd in 1833 door Haliday.

## Soorten
Het geslacht Polynema omvat de volgende soorten:
- Polynema abdominale Soyka, 1956
- Polynema acutiventre (Soyka, 1956)
- Polynema aegyptiacum (Soyka, 1950)
- Polynema aequicoloratum (Soyka, 1950)
- Polynema albicorne Girault, 1917
- Polynema albicoxa Ashmead, 1900
- Polynema albitarse Kieffer, 1913
- Polynema altitudine (Soyka, 1950)
- Polynema anamalaiense Mani & Saraswat, 1973
- Polynema anantanagana Narayanan, 1961
- Polynema anceps Debauche, 1948
- Polynema antoniae (Soyka, 1950)
- Polynema apicale Perkins, 1910
- Polynema arcticum Soyka, 1956
- Polynema aspidioti Girault, 1911
- Polynema assamense Hayat & Singh, 2001
- Polynema aterrimum (Soyka, 1956)
- Polynema atractoura Debauche, 1948
- Polynema atratum Haliday, 1833
- Polynema atrosimile Soyka, 1956
- Polynema atrum (Soyka, 1956)
- Polynema auricorpus Girault, 1917
- Polynema auripedicellatum (Soyka, 1950)
- Polynema bakkendorfi Hincks, 1950
- Polynema bergi Ashmead, 1905
- Polynema bimaculatipenne Girault, 1911
- Polynema bischoffi (Soyka, 1950)
- Polynema bitashimwae Debauche, 1949
- Polynema boreum Girault, 1915
- Polynema brevicarinae Annecke & Doutt, 1961
- Polynema brittanum Girault, 1911
- Polynema caesariatipenne Girault, 1911
- Polynema calceatiscapus (Soyka, 1940)
- Polynema capillatum Soyka, 1956
- Polynema carbonelli (Ogloblin, 1963)
- Polynema carpaticum Soyka, 1956
- Polynema ceroplastae Ghesquière, 1942
- Polynema ciliatum (Say, 1829)
- Polynema clotho (Debauche, 1949)
- Polynema collaris Soyka, 1956
- Polynema consobrinum Girault, 1911
- Polynema crassa Mani & Saraswat, 1973
- Polynema crassicorne Förster, 1847
- Polynema curtum (Debauche, 1949)
- Polynema dakhlae (Soyka, 1950)
- Polynema decoloratum Soyka, 1956
- Polynema depressicollis Hellén, 1974
- Polynema dhenkunde Mani & Saraswat, 1973
- Polynema draperi Girault, 1912
- Polynema dunense Hayat & Anis, 1999
- Polynema editha Girault, 1938
- Polynema elegantissimum Soyka, 1956
- Polynema elongatum Soyka, 1956
- Polynema enchenopae Girault, 1911
- Polynema englandicum Özdikmen, 2011
- Polynema euchariforme Haliday, 1833
- Polynema europense Özdikmen, 2011
- Polynema eurydice (Debauche, 1949)
- Polynema eutettexi Girault, 1917
- Polynema fasciatum (Debauche, 1949)
- Polynema fennicosimile (Soyka, 1940)
- Polynema fennicum Soyka, 1946
- Polynema filicorne Soyka, 1956
- Polynema flavipes Walker, 1846
- Polynema florum Girault, 1929
- Polynema foersteri Soyka, 1946
- Polynema frater Girault, 1913
- Polynema fulmeki Soyka, 1941
- Polynema fumipenne Walker, 1846
- Polynema fuscipes Haliday, 1833
- Polynema gallica Soyka, 1956
- Polynema gargarae Viggiani & Jesu, 1986
- Polynema gaucho Triapitsyn & Aquino, 2010
- Polynema gigas Perkins, 1910
- Polynema giraulti Perkins, 1912
- Polynema globosiventris Soyka, 1956
- Polynema gracile (Nees, 1834)
- Polynema gracilior Soyka, 1946
- Polynema graculus Girault, 1911
- Polynema grande (Taguchi, 1971)
- Polynema grenadense Ashmead, 1900
- Polynema haitianum Dozier, 1932
- Polynema halidayi Debauche, 1948
- Polynema hawaiiense Ashmead, 1901
- Polynema hebe (Debauche, 1949)
- Polynema helochaeta (Debauche, 1949)
- Polynema howardii (Ashmead, 1887)
- Polynema howdeni (Yoshimoto, 1990)
- Polynema hundsheimense Soyka, 1956
- Polynema hyalinipenne Girault, 1917
- Polynema illustre Soyka, 1956
- Polynema imitatrix Gahan, 1918
- Polynema inconsuetum Soyka, 1956
- Polynema jassidarum Perkins, 1910
- Polynema kalatopense Mani & Saraswat, 1973
- Polynema kamathi Mani & Saraswat, 1973
- Polynema kressbachi Soyka, 1956
- Polynema laetum Förster, 1847
- Polynema lansi Soyka, 1956
- Polynema latior Soyka, 1956
- Polynema latipectoris Soyka, 1956
- Polynema latipenne Förster, 1847
- Polynema latissimum Soyka, 1956
- Polynema longicauda Kieffer, 1913
- Polynema longigaster Soyka, 1956
- Polynema longior Soyka, 1956
- Polynema longipectoris (Soyka, 1956)
- Polynema longipennatum Soyka, 1956
- Polynema longipes (Ashmead, 1887)
- Polynema longum (Soyka, 1956)
- Polynema loriger Kieffer, 1916
- Polynema lucidum Soyka, 1956
- Polynema luteolum (Ogloblin, 1960)
- Polynema maculipes (Ashmead, 1887)
- Polynema magniceps Ashmead, 1900
- Polynema maidli Soyka, 1956
- Polynema malkwitzi Soyka, 1956
- Polynema manaliense Hayat & Anis, 1999
- Polynema marginatum (Soyka, 1940)
- Polynema marilandicum Girault, 1917
- Polynema medicae (Annecke & Doutt, 1961)
- Polynema megacephala Risbec, 1951
- Polynema mendeli Girault, 1913
- Polynema microptera Bakkendorf, 1934
- Polynema modestum (Soyka, 1940)
- Polynema mundum Soyka, 1946
- Polynema mutabile Botoc, 1963
- Polynema nanum Perkins, 1910
- Polynema nativum Girault, 1929
- Polynema needhami Ashmead, 1900
- Polynema neofuscipes (Soyka, 1946)
- Polynema neopusillum Soyka, 1956
- Polynema neorectum Soyka, 1956
- Polynema neustadti Soyka, 1956
- Polynema nigriceps Soyka, 1956
- Polynema nigrocoxalis (Soyka, 1940)
- Polynema novickyi Soyka, 1946
- Polynema nupogodi Triapitsyn & Aquino, 2008
- Polynema oahuense Perkins, 1910
- Polynema oreades (Debauche, 1949)
- Polynema orientale Girault, 1917
- Polynema ovatum Soyka, 1956
- Polynema ovulorum (Linnaeus, 1758)
- Polynema pallidipenne Soyka, 1956
- Polynema pallidiventre (Ogloblin, 1960)
- Polynema pallidum Soyka, 1956
- Polynema palustre (Soyka, 1940)
- Polynema parvipennis Soyka, 1956
- Polynema parvipetiolatum Soyka, 1956
- Polynema pechlaneri Soyka, 1956
- Polynema pellucens Soyka, 1956
- Polynema pennicilipennis Soyka, 1956
- Polynema perforator Perkins, 1910
- Polynema perkinsi Özdikmen, 2011
- Polynema permagnum Soyka, 1956
- Polynema pernigripes Girault, 1917
- Polynema phaseoli Dozier, 1932
- Polynema picea Soyka, 1956
- Polynema picipes Girault, 1905
- Polynema pilipennis Soyka, 1956
- Polynema pilosum (Soyka, 1940)
- Polynema platense (Brèthes, 1913)
- Polynema poeta Girault, 1913
- Polynema polandicum Özdikmen, 2011
- Polynema polonicum Soyka, 1956
- Polynema polychromum (Ogloblin, 1960)
- Polynema porteri (Brèthes, 1917)
- Polynema pratensiphagum Walley, 1929
- Polynema prolongatum (Soyka, 1956)
- Polynema protractum Soyka, 1956
- Polynema pulchricoloris Soyka, 1956
- Polynema pusilloides Debauche, 1948
- Polynema pusillum Haliday, 1833
- Polynema pyrophila Perkins, 1910
- Polynema quadricaput Soyka, 1956
- Polynema quadruplex (Soyka, 1940)
- Polynema rectosimile Soyka, 1956
- Polynema rectum Soyka, 1956
- Polynema reginum Girault, 1912
- Polynema reticulatum (Ogloblin, 1946)
- Polynema richmondense Hincks, 1960
- Polynema rubriventris Perkins, 1910
- Polynema ruficolle Kieffer, 1913
- Polynema rufonigrum Soyka, 1956
- Polynema ruschkai Soyka, 1956
- Polynema ruymbekei Mathot, 1969
- Polynema sachtlebeni Soyka, 1956
- Polynema saga (Girault, 1911)
- Polynema schmitzi Soyka, 1956
- Polynema schulzewskyi Soyka, 1956
- Polynema scrutator Perkins, 1910
- Polynema secundobreve Soyka, 1956
- Polynema serratum (Debauche, 1949)
- Polynema seychellense Masi, 1917
- Polynema sibylla Girault, 1911
- Polynema solare (Soyka, 1940)
- Polynema soykai Özdikmen, 2011
- Polynema speciosum (Soyka, 1940)
- Polynema spectabile (Soyka, 1956)
- Polynema stammeri Soyka, 1946
- Polynema striaticorne Girault, 1911
- Polynema stubaiense (Soyka, 1956)
- Polynema synophropsis Viggiani & Jesu, 1991
- Polynema tantalea Perkins, 1910
- Polynema tenue Soyka, 1956
- Polynema tenuiforme Soyka, 1956
- Polynema tenuisimile (Soyka, 1940)
- Polynema terrestre Perkins, 1910
- Polynema triscia Perkins, 1910
- Polynema umbratum (Debauche, 1949)
- Polynema umbrosum Soyka, 1956
- Polynema unicolor Soyka, 1956
- Polynema uroxys (Debauche, 1949)
- Polynema uruguayense Özdikmen, 2011
- Polynema valkenburgense Soyka, 1931
- Polynema vallis (Soyka, 1940)
- Polynema varians Soyka, 1956
- Polynema venezuelaense (Yoshimoto, 1990)
- Polynema vitripenne (Förster, 1847)
- Polynema wagneri Rimsky-Korsakov, 1920
- Polynema waterhousei Hincks, 1950
- Polynema weyeri (Soyka, 1956)
- Polynema woodi Hincks, 1950
- Polynema xiphium (Debauche, 1949)
- Polynema zetes Girault, 1911